# 淳于智
淳于智（—291年）字叔平，西晉濟北盧人。善於厭勝之術和周易筮卜。晉武帝太康末年，淳于智擔任司馬督，被楊駿寵幸。楊駿被賈南風殺死後，淳于智遭到牽連而被處死。

## 延伸阅读
[在维基数据编辑]
 《晉書·卷095》，出自房玄齡《晉書》